# Jagdbombergeschwader 49
Das Jagdbombergeschwader 49 (JaboG 49) war von 1978 bis 1994 ein fliegender Verband der Luftwaffe der Bundeswehr in Fürstenfeldbruck.

## Geschichte

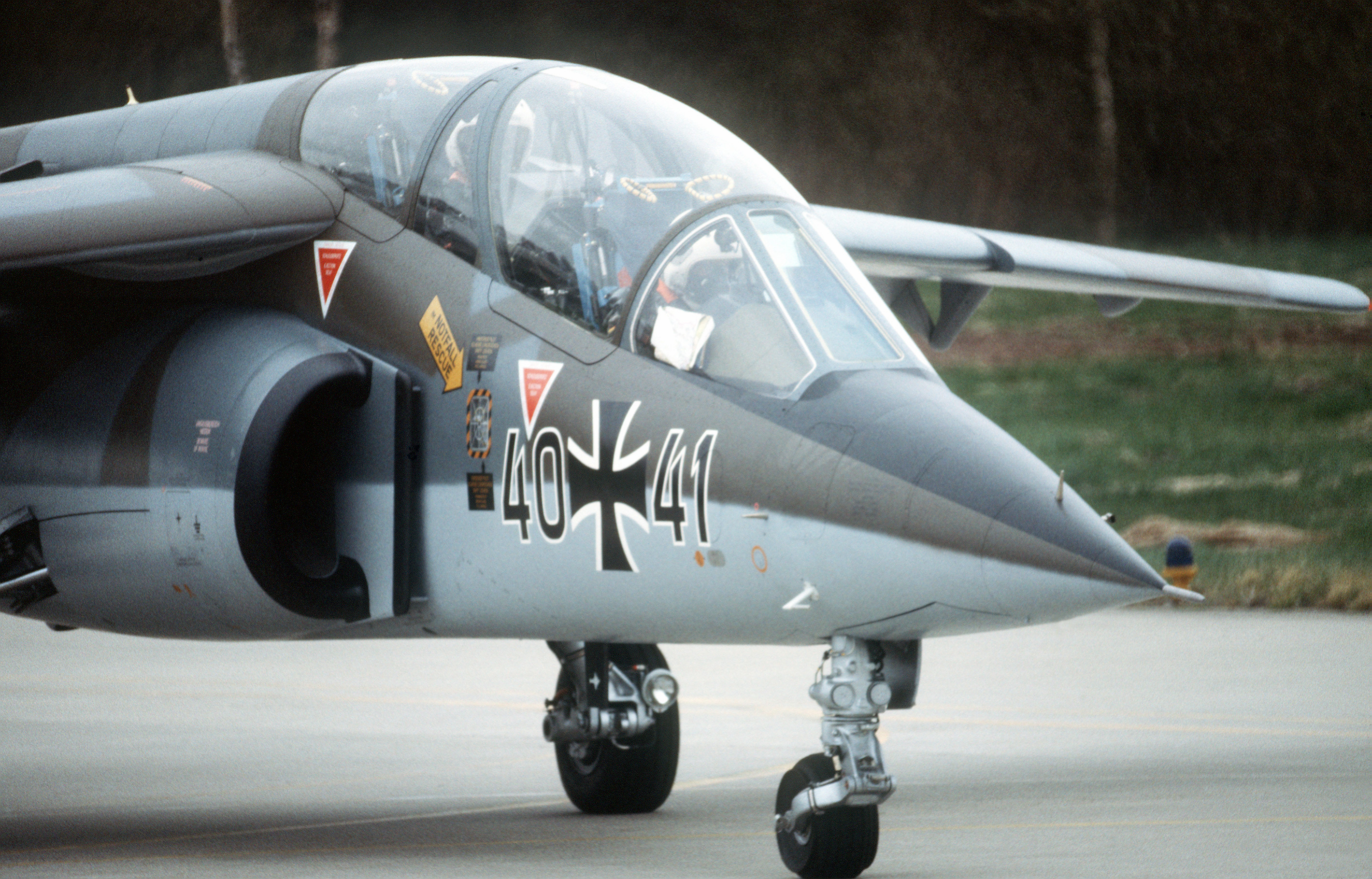
Alpha Jet auf dem Fliegerhorst Jever

Zum 1. Oktober 1978 ging das Jagdbombergeschwader 49 aus der Waffenschule der Luftwaffe 50 in Fürstenfeldbruck hervor. Der Verband hatte unter anderem den Auftrag zur Ausbildung von Kampfflugzeugbesatzungen der Waffensysteme Alpha Jet und Tornado sowie bis 1981 der Ausbildung von Kampfbeobachtern (KBO) (heutige Bezeichnung: Waffensystemoffizier) der Phantom F-4F und RF-4E. Zugleich war das JaboG 49 auch ein Einsatzverband, der mit dem leichten Jagdbomber Alpha Jet Bodenziele bekämpfen sollte.
Das Jagdbombergeschwader 49 wurde zum 31. März 1994 mit Einnahme der Luftwaffenstruktur 4 außer Dienst gestellt. Da für die taktische Grundausbildung der zukünftigen Tornado-Besatzungen noch keine Alternative zur Verfügung stand, erfolgte am 1. April 1994 die Indienststellung der Fluglehrgruppe Fürstenfeldbruck, die diesen Auftrag bis zum 30. Juni 1997 durchführte. Weitere Einheiten, die aus dem JaboG 49 hervorgingen, waren die Unterstützungsstaffel, die Luftbildlehrstaffel, die Lehrabteilung Luftunterstützung und die Lehrabteilung Flugsicherheit. Sie wurden der Offizierschule der Luftwaffe unterstellt. Die Sanitätsstaffel wurde dem Flugmedizinischen Institut der Luftwaffe unterstellt.

## Organisation
Das Jagdbombergeschwader 49 war während seines Bestehens Teil der 1. Luftwaffendivision.
Der Verband wurde geführt von einem Kommodore im Dienstgrad Oberst, der von einem Stab unterstützt wurde. Das JaboG 49 gliederte sich in vier Gruppen:
- Fliegende Gruppe mit
  - 1. und 2. Jagdbomberstaffel
  - Fliegende Staffel (Eignungsfeststellung/"Screening")
  - Geophysikalische Beratungsstelle
  - Flugbetriebsstaffel
- Technische Gruppe mit
  - Wartungs- und Waffenstaffel
  - Instandsetzungsstaffel
  - Nachschubstaffel
- Fliegerhorstgruppe mit
  - Kraftfahrzeugstaffel
  - Unteroffizier-, Lehr- und Sicherungsstaffel
  - Luftwaffensanitätsstaffel
- Lufttaktische Lehr- und Versuchsgruppe mit
  - Lehrabteilung Luftunterstützung (unter anderem zur Ausbildung von Fliegerleitoffizieren)
  - Lehrabteilung Fliegertheoretische Ausbildung
  - Lehrabteilung Flugsicherheit (unter anderem zur Ausbildung von Flugsicherheitsoffizieren)
  - Lehrabteilung Luftbildwesen
  - Lehrabteilung F-4F-Simulator
  - Schülerstaffel
  - Luftbildlehrstaffel

## Luftfahrzeugmuster
- Piaggio P.149 (bis 1990)
- Dornier Do 27 (bis 1979)
- Dornier Do 28 (bis 1993)
- Fiat G.91 (bis 1982)
- Alpha Jet (ab 1980)

## Kommodores
| Name                         | von                | bis                |
| ---------------------------- | ------------------ | ------------------ |
| Oberst Wolfgang Sauer        | 1. Oktober 19781   | 30. März 1982      |
| Oberst Albert Weber          | 1. April 1982      | 18. März 1983      |
| Oberst Michael Estendorfer   | 18. März 1983      | 30. September 1985 |
| Oberst Rolf Portz            | 1. Oktober 1985    | 5. Oktober 1987    |
| Oberst Friedrich Morgenstern | 5. Oktober 1987    | 26. September 1990 |
| Oberst Dieter Krah           | 26. September 1990 | 31. März 1994      |

1seit 28. September 1977 Kommandeur der WaSLw 50

## Verweise